# 秘拳伝説 獅子王伝
『秘拳伝説 獅子王伝』（ひけんでんせつ　ししおうでん）は小林たつよしによる日本の漫画作品。『月刊コロコロコミック』（小学館）にて1986年2月号から1987年5月号まで連載され、その後『別冊コロコロコミック』（同）にて完結編が掲載された。単行本は全3巻で未収録エピソードあり。

## 概要
作者の前作『ドラゴン拳』と同じ拳法アクション漫画だが、『ドラゴン拳』が現代日本や中国を舞台にしていたのに対して、こちらは古代中国が舞台となっている。そのため前作以上にハードな内容となっており、言葉通りの命がけの戦いや切断、流血などのバイオレンス描写も多い。
拳法修行を通じた父と子の生き様の描写は、『ドラゴン拳』の裏テーマである「父と子」から結実したものである。

## あらすじ
中国統一を果たした神帝であったが、その支配の磐石化には、全土に構えた僧兵により高い武力を持ちつつある武術寺・崇山少林寺への対策が課題であった。全面戦争は双方にとって望むところではない。そこで神帝は配下の龍虎組を使い、少林寺が聖寺として崇める獅子寺をみせしめとして焼き討ちにさせた。
修行の旅から帰った獅子王は、今まさに炎に呑まれ焼かれていく獅子寺の姿を見た。怒りに燃える獅子王は居合わせた敵を蹴散らすが、すでに両親は殺され、妻の麗華も無残な姿で事切れていた。
ただ一人難を逃れた息子・烈男（れお）を背負い、獅子王は龍虎組詰所に乗り込むが、組長・影虎の奮戦により、追い詰めたはずの神帝をあと一歩のところで取り逃がしてしまう。
獅子王と烈男、獅子の親子の復讐と修行の旅が始まった。

### 連載前半
獅子王親子の旅が描かれ、次々と襲い掛かる神王朝の刺客を親子2人が撃退していく話が続く。イガナ和尚の村・カシュガルに到着した後、親子は別行動を取る事に。

### 連載後半
烈男が主役となり獅子王の出番はほとんど無くなる。烈男の修行～魔神拳王院との戦いで本誌連載は終了。2人の再会はその後の完結編で実現した。

## 登場人物

### 獅子拳
獅子王（ししおう）
主人公の一人。獅子拳の修行のためシルクロードからローマ帝国まで行き着いた。家族を奪った神帝を倒すため烈男と2人で戦いの旅に出る。父としての強さと優しさを持っており、その心と豊富な知識は烈男の成長にも繋がっていった。様々な獅子拳の技を使い神王朝の刺客を打ち倒す。先々の激戦を予想し、涙を飲んで烈男をイガナ和尚に預けて以降、出番のほとんどは回想シーンのみとなり、完結編にてようやくの再登場を果たした。
烈男（れお）
もう一人の主人公。第一話の初登場時には赤ん坊だったが最終ページでは既に少年となっていた。幼いながらも父とともに戦い成長していき、身長や体格も連載が進むにつれて青年のそれに近づいていく。死と隣り合わせの戦いの中で育った故に烈男の拳には個性が無く、自由な発想が無いという欠点がイガナ和尚に指摘されたが、子供たちとの年齢相応の遊びを知る事によってこれを克服する。
麗華（れいか）
獅子王の妻であり烈男の母。夫との再会を目前に神帝の部下の龍虎軍団に殺される。
獅子王の父・母
獅子王の親。獅子寺の僧もろとも龍虎軍団に殺された。

### カシュガル
イガナ和尚
獅子王に獅子拳の極意を授けた老人。子供たちに遊びと拳法を教えている。穏やかな顔つきをしているが拳法の実力は凄まじく、手マリを武器に神帝軍を撃退してしまうほど。烈男の拳の欠点を見抜き、これを克服させた。
ユーチョン
寺で一番の暴れん坊で独自の猿拳を使う。烈男と何度か組み手を行い、良き友人となる。
キンモ
ユーチョンが連れている小猿。ユーチョンの猿拳の一部でもある。名前の由来はモンキーの逆読み。
ミャオ
寺の女の子。いつの間にか烈男と友達になっていた。烈男の為に過激な特訓用具を考える。

### 赤い旋風（あかいかぜ）
神王朝に親を殺された孤児たちが作った馬賊集団。
玄武（げんぶ）
赤い旋風のボスで雷燕の兄。親を殺され必死で生き抜く中でこの世は力が全てと悟り、狂乱拳を編み出す。烈男との戦いを通じて過ちに気づき、村を守る事を決意する。
雷燕（らいえん）
玄武の妹。双剣を使った双竜乱舞剣が必殺技。彼女の必死の行動が兄の心を取り戻させた。

### 神王朝
神帝（じんてい）
中国全土の統一を果たした若武者。小林拳勢力を押さえ込むため獅子寺を焼き討ちさせる。自身の戦闘の実力は不明。
幻羅（げんら）
神帝の親衛隊長。諸国を行脚し親衛隊にふさわしい強者を集めていた。影虎と黒鷹は実の息子だが、その死の報を聞いても「死に栄光は無い。獅子王に勝利したものこそ我が息子」と言い切る冷徹さは部下の兵から鬼と恐れられている。しかし同時に、獅子王親子の強さの理由が「たった二人の親子だから」であることも認めており、神帝の居城に乗り込まんとする師子王と烈男に対して城内20万の全兵力の投入を命じている。
影虎（かげとら）
龍虎組長で幻羅の息子。命がけの背骨折りで獅子王を足止めし神帝を逃がしたが、最後は両手両足を切断されて絶命する。
星燕（せいえん）
神王朝に用心棒として雇われた達人。殺気を感じて打ち込む居合いの拳「気裂星拳」を使う。獅子王は殺気を捨ててこれに挑んだ。拳法家だった父と自分を獅子王親子に重ねていた。
黒鷹（こくよう）
黒鷹拳の使い手。幻羅の息子で影虎の弟だが、家族愛のようなものは無かった。幼少からの鷹との戦いで全身に無数の傷を持つ。鷹をも凌ぐ視力を持つが、烈男の機転でこれを狂わされ、獅子王の拳を受けた。
熊王（くまおう）
天山（テンシャン）の熊族で熊神拳を使う。熊族は熊を神の使いとして崇めるが、熊王はこれを食す事で自らを魔神とする。熊の皮と牙飾りが特徴。下半身は意外と脆いが、不死身の生命力で獅子王を追い詰める。その心臓の鼓動は氷谷に落ちてなお止まらなかった。
般若蛇（はんにゃじゃ）
蛇拳を使う女性拳士で、マムシを操る。幻羅に騙され、獅子王を家族の敵と思い込む。戦闘時には蛇の面をつける。優しさを装い獅子王たちを誘い込むが、烈男との触れ合いで母の心が蘇り、獅子王への止めを躊躇った所を烈男に倒される。獅子王は仮面の下の正体を最後まで烈男には知らせなかった。
雷電（らいでん）
完結編に登場する龍王の部下の一人。黒い龍の仮面を被っているため素顔は不明（他の兵は同じ形の白い仮面）。雨の降り頻る山林の中、獅子王への不意打ちを試みたが叶わず、一撃のもとに返り討ちにされた。他の兵からは雷電さまと呼ばれており、龍王の部下の中でも位の高い者と思われる。
龍王（りゅうおう）
親衛隊副長で中国唯一の龍拳の使い手。その実力は獅子王に烈男との一端の別れを決意させるほど。完結編でついにその姿を現し獅子王と激闘を繰り広げる。前作『ドラゴン拳』の主人公・竜王拳も「竜拳」の使い手だが、特に関連は描かれていない。

### 魔神拳王院
10歳になった村の子供を全て連れ去り、過酷な拳法修行を行わせる一団。拳王院は火山の上に作られており、様々な修行房を持つ。火山という部分を烈男たちに利用され、大崩壊を起こす。
サモハン
拳王院闘技長。地獄の橋渡し人の異名を持つ。火炎地獄闘場で烈男と戦ったが敗北した事により奴隷に格下げされた。烈男を処刑から救った後は協力して魔神に立ち向かう。
羅漢（らかん）
第一房長。魔神拳伝承・羅漢月牙サンという三日月上の刃物のついた棒を使う。房長として烈男と戦うが敗れ、処刑される事に。
トング
修行房副房長。自分に逆らった烈男を拷問し闇討ちまで仕掛けるが、返り討ちに。
ダイテン
新闘技長。やはり自分に逆らった烈男を羅漢ともども処刑しようとした。
魔神（まじん）
拳王院の長。巨体から繰り出す魔神拳は相手の動きを奪い吹き飛ばす。烈男の斬手刀で両腕を切断され、崩壊する城に飲み込まれていく。

### その他
ローマ帝王
闘技場で獅子を倒した獅子王を護身兵にしようとしたが断られ、去り行く獅子王を見送る。
崇山小林寺の僧侶
国と寺の戦を避けるため、あえて小林寺を頼らなかった獅子王親子の幸いを祈った。
麻衣（まい）
立ち寄った村の女の子。烈男と友達になる。
竜剣（りゅうけん）
闘鶏場の少年。烈男に嫉妬して勝負を挑むが、烈男の本質を知り友人に。鋭い短剣を使う。軍鶏の名前は闘竜号。
ヤン
拳王院の村の少年。命からがら逃げ出したところを烈男に救われる。
ミャン
ヤンの姉。拳王院に捕らえられ、魔神の女中をさせられる。

## その他
- 新連載予告での仮題は『ドラゴン熱拳児』。烈男のデザインも異なっているが、『コロコロ』の巻末コメント欄ではその時の顔が使われ続けた。
- 獅子王が鍛錬の中で『ドラゴン拳』の主人公、竜王拳と同じ構えと掛け声を出すというセルフパロディがある。
- 烈男がカシュガルから再び旅に出るまでの流れが連載時と単行本で異なっている。連載（1987年1月号）では烈男がイガナ和尚から獅子拳の極意を授かった上での旅立ちであったが、単行本では第3巻に収録された直前の回（1986年12月号）のラストが加筆修正され、玄武との決着をつけた後、神帝の兵から竜王の存在を知らされた烈男がそのまますぐに旅立っていくという流れになっている。1月号の回の殆どの部分は未収録だが、最終ページの数コマのみが修正された上で使われている。